# Союз за французьку демократію
Союз за французьку демократію (фр. Union pour la Démocratie Française (UDF)) — французька центристська політична партія. Партія була створена у 1978 як виборчий союз, щоб підтримати президента Валері Жискар д'Естена на противагу голлістам на правому фланзі. 

## Історія
У 1974 році Валері Жискар д'Естен був обраний президентом Франції. Два роки потому, його прем'єр-міністр голліст Жак Ширак пішов у відставку і створив Об'єднання на підтримку республіки (RPR) з метою відновлення панування голлістів у республіканських установ. Під час виборчої кампанії до парламенту у 1978 у своїй промові президент Жискар д'Естен зазначив, що політичні пристрасті французького народу були розділені між чотирма групами: комуністами (Французька комуністична партія), соціалістами (Соціалістична партія), неоголлістами (Об'єднання на підтримку республіки) і його власними послідовниками. Тому він прагнув офіційно організувати політичне угруповання, яка буде представляти позицію його послідовників. На відміну від неоголлістів, Союз за французьку демократію виступав за менше державне втручання в економіку, децентралізацію на користь місцевих органів влади, і був твердим прихильником будівництва федеральної Європі. 
Засновниками Союз за французьку демократію були християнсько-демократичний Демократичний і соціальний центр (CDS), консервативно-ліберальна Республіканська партія (PR), ліберальна Радикальна партія (Rad.), лівоцентристська Соціал-демократична партія (PSD) і центристський Клуб перспектив та реалій (CPR).
1978 року партія виграла вибори й провела до парламенту цілий ряд своїх депутатів (Євген Берест та інші). Після того, як дві праві партії (RPR і UDF) виграли парламентські вибори 1978 і увагу обох партій була прикута до президентської кампанії 1981 року, відносини між двома партіями парламентської більшості погіршилися. Сварки між двома партіями і суперництво між Жискар д'Естеном і Шираком сприяли в 1981 році поразці чинного президента Союзу за французьку демократію, який балотувався на другий термін. Відносини між партіями мпочали поліпшуватися після перемоги Франсуа Міттерана на президентських виборах.
Коаліція Союзу за французьку демократію та Об'єднання на підтримку республіки під назвою «Союз за Францію» виграла парламентські вибори 1993 року і отримала переважну більшість у Національних зборах. Новий неоголлістський прем'єр-міністр Едуар Балладюр призначив значну кількість членів Союзу до себе в кабінет: Франсуа Леотар (PR) став міністром оборони, Жерар Лонге (PR) промисловості, П'єр Мееньрі (CDS) юстиції, Франсуа Байру (CDS) освіти, Симона Вейль (PR) охорони здоров'я та соціальних справ, Ален Мадлен (PR) торгівлі, Бернар Боссон (CDS) транспорту, Жан Пуеш (CDS) сільського господарства, Андре Россіно (Rad) державної служби та Ерве де Шарет (CPR) житла.
Під час другого туру президентських виборів 2002 року Франсуа Байру, який став новим лідером партії, закликав Жака Ширака, якому протистояв Жан-Марі Ле Пен, об'єднатися в широку коаліцію правих і центристських партій. Однак Ширак разом з Аленом Жюппе намагався добитися злиття СФД з Об'єднанням за президентську більшість, яке отримало потім нову назву - Союз за народний рух (Union pour un mouvement populaire). Після парламентських виборів більшість членів СФД, очолюване Філіпом Дуст-Блазі (Philippe Douste-Blazy), покинуло свою партію і приєдналося до Союзу за народний рух. Тим не менш, 30 депутатів і співчуваючих були обрані до Національної Асамблеї (Дванадцята легіслатура), склавши парламентську групу. У тому числі в нижню палату повернувся і Франсуа Байру, обраний від другого виборчого округу Атлантичних Піренеїв (Pyrénées-Atlantiques).
На президентських виборах 2007 року лідер партії Франсуа Байру отримав понад 18% голосів, що спонукало його до рішення про створення більш широкого демократичного руху. 10 травня 2007 він оголосив про створення незалежної центристського Демократичного руху (MoDem). Проте, багато членів Союзу за французьку демократію (і 24 з 29 членів Національних зборів від UMP) не погодилися з ним, тому що, незважаючи на бажання залишатися незалежними, вони вирішили підтримати президента Ніколя Саркозі і увійти в президентську більшість. Вони утворили політичний рух Європейська соціал-ліберальна партія. Ці політики об'єдналися навколо колишнього президента групи СФД і нинішнього міністра оборони Франції Еве Морен (Hervé Morin).

## Голови партії
- Жан Леканюе (1978-1988)
- Валері Жискар д'Естен (1988-1996)
- Франсуа Леотар (1996-1998)
- Франсуа Байру (1998-2007)